# موسوعة ستانفورد للفلسفة
موسوعة ستانفورد للفلسفة (بالإنجليزية: Stanford Encyclopedia of Philosophy)‏ هي موسوعة إنترنت مجانية تدار من جامعة ستانفورد، تنشر مواداً متعلقة بالفلسفة ومنشورات مراجعة لأبحاث فلسفية أصلية. كل مقالة تُكتب وتدار من قبل متخصص في المجال، بمن في ذلك أساتذة جامعيين من مؤسسات أكاديمية مختلفة حول العالم. يمنح الباحثون جامعة ستانفورد إذناً لنشر مقالاتهم مع الإبقاء على حقوق النشر والتأليف.
أنشأ إوارد زالتا الموسوعة في عام 1995 بهدف توفير موسوعة حيوية يتم تحديثها بانتظام، بحيث لا تصبح مؤرخة مثل الموسوعات التقليدية المطبوعة. كما يسمح ميثاق الموسوعة بكتابة مقالات منافسة أو مخالفة حول موضوع واحد لتعكس الخلافات المنطقية بين الباحثين. تم تطوير الموسوعة في البداية بتمويل أميركي حكومي من الصندوق الوطني للعلوم الإنسانية ومؤسسة العلوم الوطنية الأمريكية. تم إيجاد خطة لجمع التبرعات على المدى الطويل للحفاظ على حرية الوصول إلى الموسوعة من قبل العديد من مكتبات الجامعات واتحادات المكتبات. تساهم هذه المؤسسات في إطار خطة وضعتها ستانفورد بالتعاون مع تحالف النشر العلمي والموارد الأكاديمية والتحالف الدولي لاتحاد المكتبات، بتمويل مساوي من الصندوق الوطني للعلوم الإنسانية.

## وصلات خارجية
- الموقع الرسمي
 (بالإنجليزية)